# Стара Велика Бугарска
Стара Велика Бугарска (грч. Παλαιά Μεγάλη Βουλγαρία) је била држава између реке Дњепра на западу, доње Волге на истоку и планине Кавказ на југу.
Утемељио ју је прабугарски кан Кубрат из клана Дуло. После Кубратове смрти око 665. године, његов син Батбајан је преузео власт у канату, али је после уследио распад те државе. Прво је Кубратов други син Котраг отишао у средње Поволжје (и касније успоставио државу Поволшку Бугарску).
Кубратов син Кубер је одвојио други део државе у Панонској низији у самостални Аварски каганат и касније, након што је побегао из Панонске низине, населио у Македонију. Остали Прабугари из тог подручја су тражили уточиште код Лангобарда.
Из тог ковитлаца, Аспарух (највероватније најмлађи канов син) се појавио као најпроминентнији лик, водећи своје Прабугаре из федерације и јужно преко Дунава је успоставио властиту државу.